# 上岸駅
上岸駅（じょうがんえき）とは中華人民共和国北京市門頭溝区に位置する北京地下鉄S1線の駅である。2021年末頃には、大学院試験などの受験が間近に迫っているような受験生たちが、写真を撮りにここにやってきたことで有名になった。これは、上岸には「岸に上がる」という意味があり、これには合格するという意味があるためである。

## 駅構造
地上駅。

## 歴史
- 2017年12月30日 - 開業[2]。

## 隣の駅
北京地下鉄
■S1線
橋戸営駅 - 上岸駅 - 栗園荘駅